# Right Now
Right Now (букв. превод: „Точно сега“) е дебютният сингъл на английската група „Атомик Китън“, издаден през ноември 1999. Песента достига десето място в британската музикална класация UK Singles Chart. Песента дава заглавие и на дебютния албум, който излиза през октомври 2000 г. През 2001 г. песента е презаписана с участието на Джени Фрост. През 2004 г. е записана наново за албума Greatest Hits, озаглавена Right Now 2004 и постига по-голям успех в международните класации.

## Списък

### Британско CD (част 1)
1. „Right Now“ (радио редактиран) – 3:28
2. „Right Now“ (Solomon pop mix) – 5:50
3. „Right Now“ (K-Klass Phazerphunk радио редактиран) – 3:32
4. „Right Now“ (видео) – 3:37

### Британско CD (част 2)
1. „Right Now“ (радио редактиран) – 3:28
2. „Something Spooky“ – 2:40
3. „Right Now“ (оригинално демо) – 3:36

### Британска касета
1. „Right Now“ (радио редактиран) – 3:28
2. „Something Spooky“ – 2:40
3. „Ексклузивно интервю“ – 7:35

### Европейско CD
1. „Right Now“ (радио редактиран) – 3:28
2. „Something Spooky“ – 2:40

### Японско CD
1. „Right Now“ (радио редактиран) – 3:28
2. „Right Now“ (Solomon pop mix) – 5:50
3. „Right Now“ (K-Klass Phazerphunk радио редактиран) – 3:32
4. „Something Spooky“ – 2:40

### Австралийско CD 2001
1. „Right Now“ – 3:35
2. „Eternal Flame“ – 3:15
3. „Right Now“ (K-Klass Phazerfunk club mix) – 7:22
4. „Eternal Flame“ (Blacksmith RnB dub) – 3:55
5. „Eternal Flame“ (видео) – 3:10